# 帕尼尼玛莎拉蒂博物馆

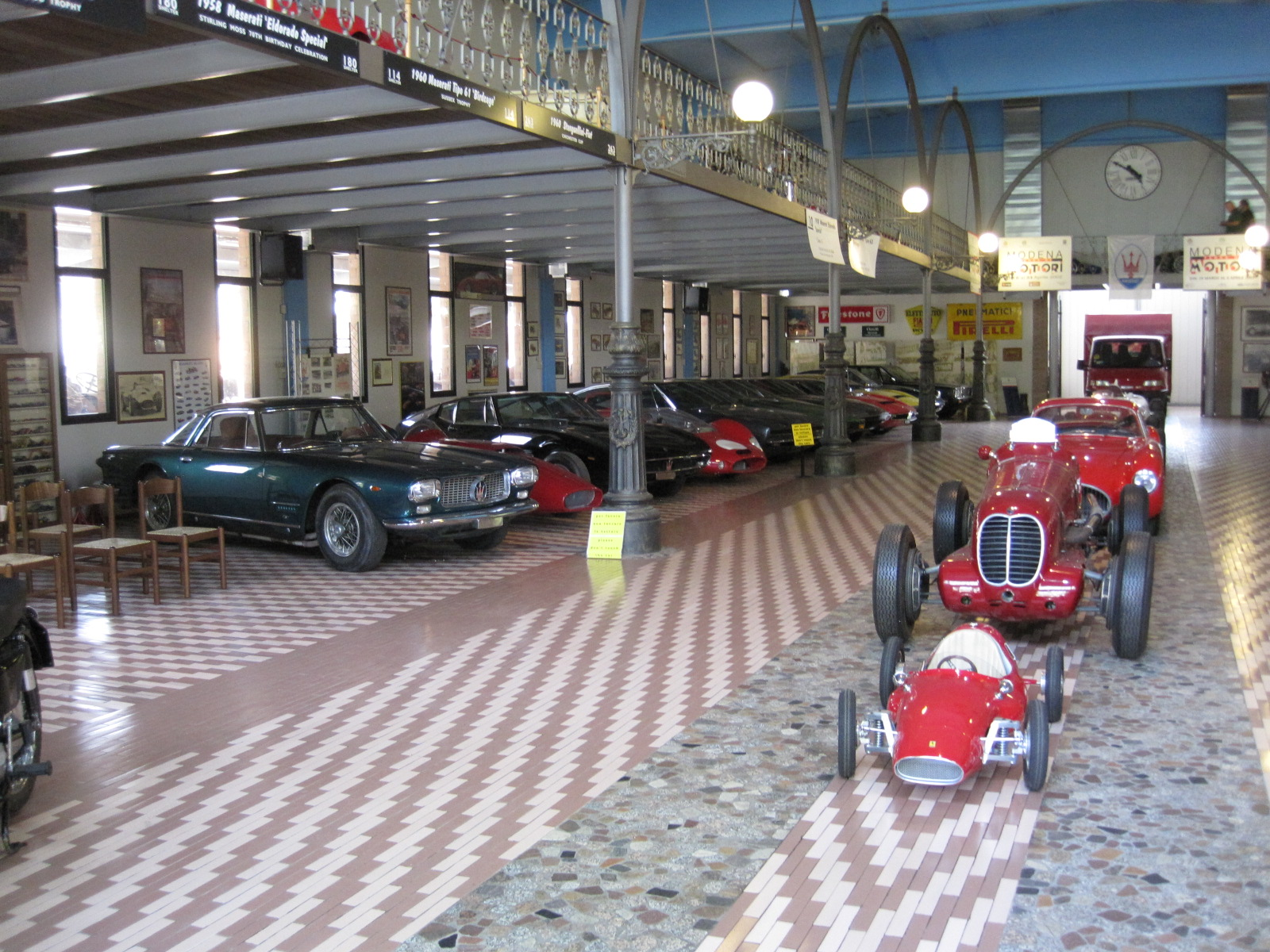

帕尼尼玛莎拉蒂博物馆（Museo Panini Maserati）, 又名“帕尼尼汽车博物馆”（Panini Motor Museum）或“乌姆贝托帕尼尼收藏馆”（Collezione Umberto Panini）。是意大利摩德纳的一座私人汽车博物馆。

## 历史
成立于1997年，位于南科雷托街（Via Corletto Sud）320号，主要展出翁贝托·帕尼尼拥有的玛莎拉蒂以及其他品牌的古董车。
翁贝托·帕尼尼最初是玛莎拉蒂的一名工人，后来搬到了阿根廷，1961年回到意大利创建帕尼尼公司。1997年，玛莎拉蒂被出售给菲亚特集团，翁贝托购买了一系列23辆玛莎拉蒂古董车。1997年，翁贝托·帕尼尼决定在摩德纳附近的一个农场建立一个展览空间，在那里展示他的汽车收藏。
在帕尼尼玛莎拉蒂博物馆附近，有摩德纳的恩佐·法拉利博物馆（东面约1公里）、马拉内洛的法拉利博物馆（南面20公里）、圣阿加塔-博洛涅塞的兰博基尼博物馆（东面20公里）。

## 画廊

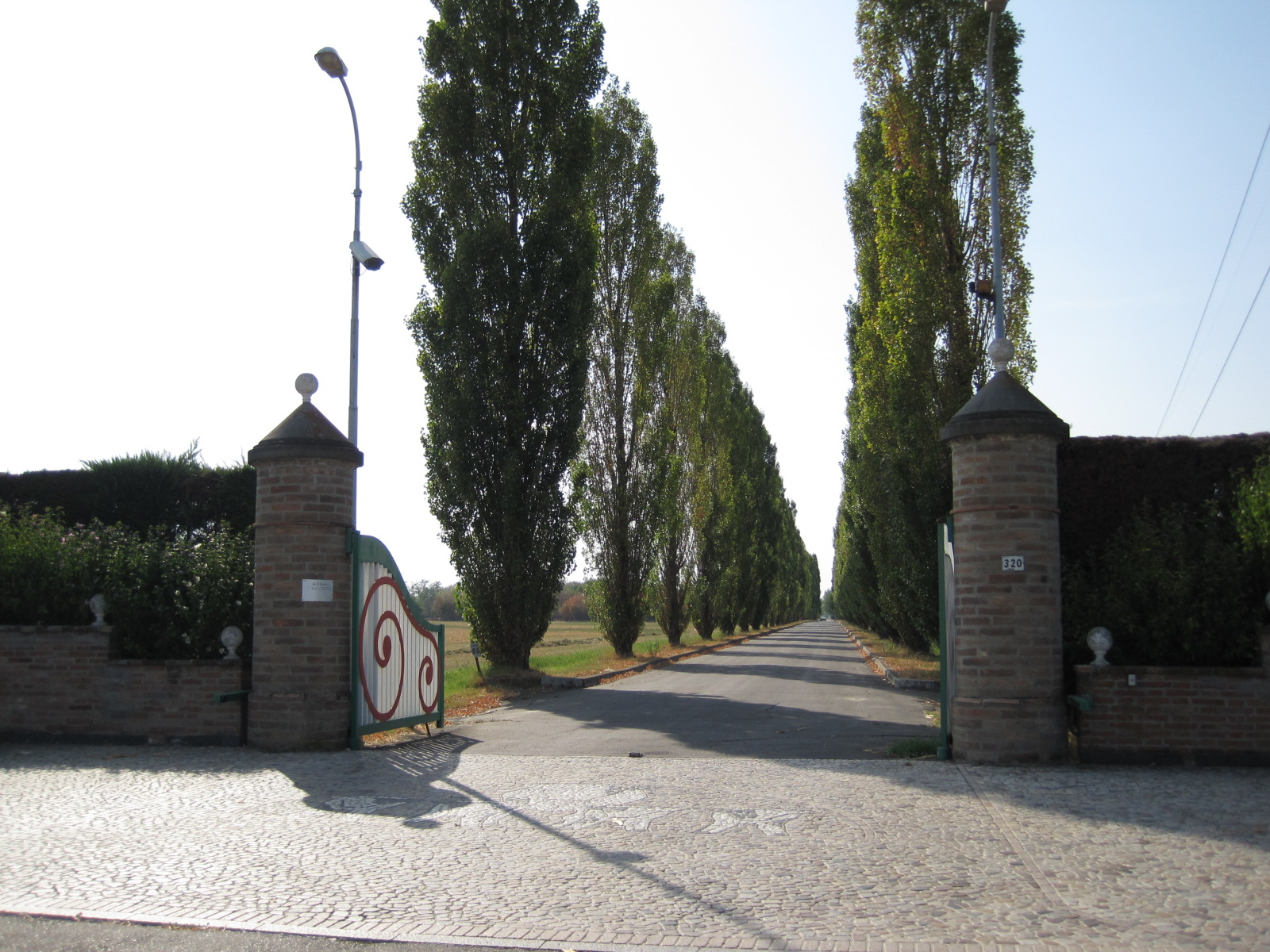
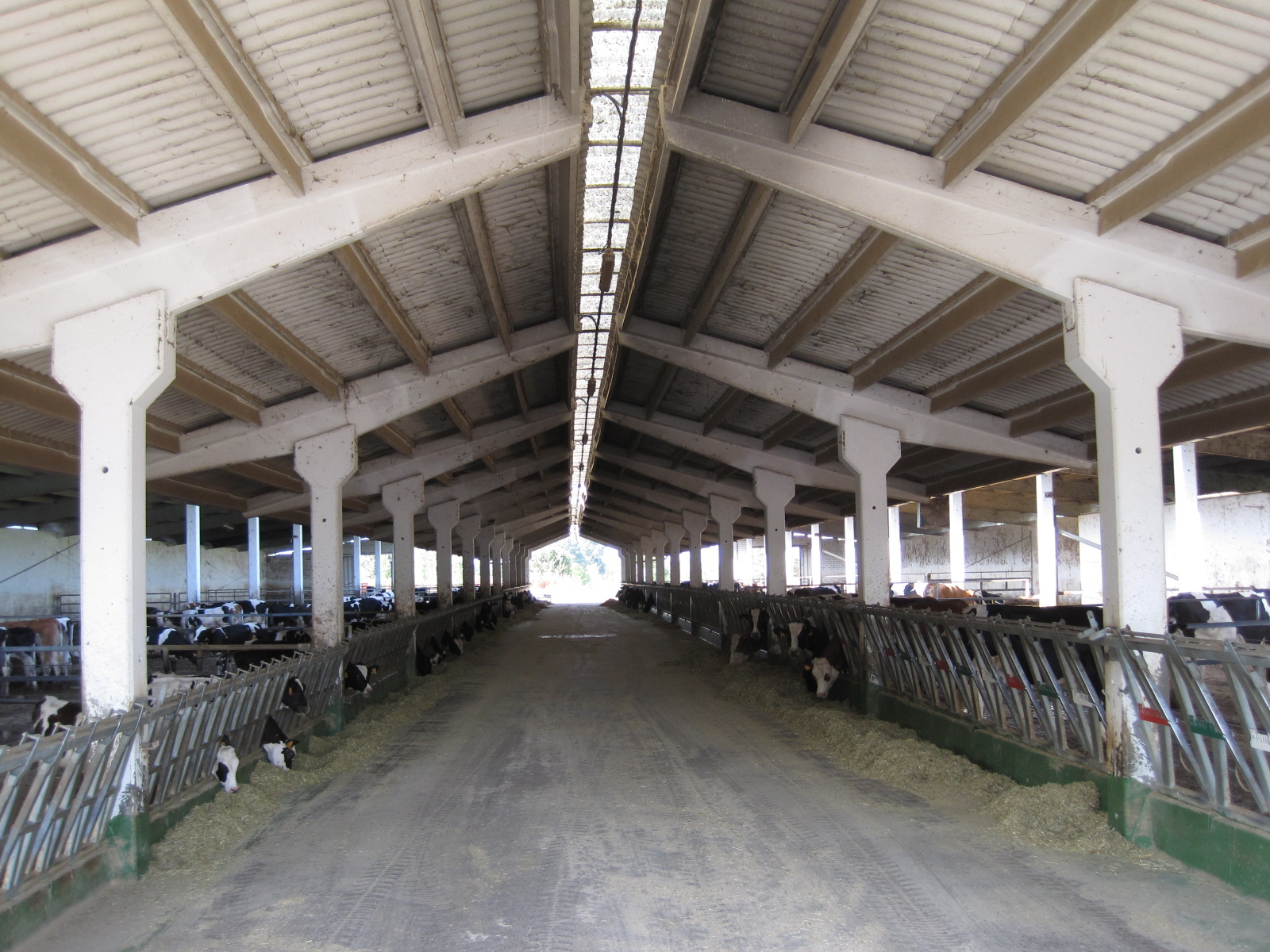
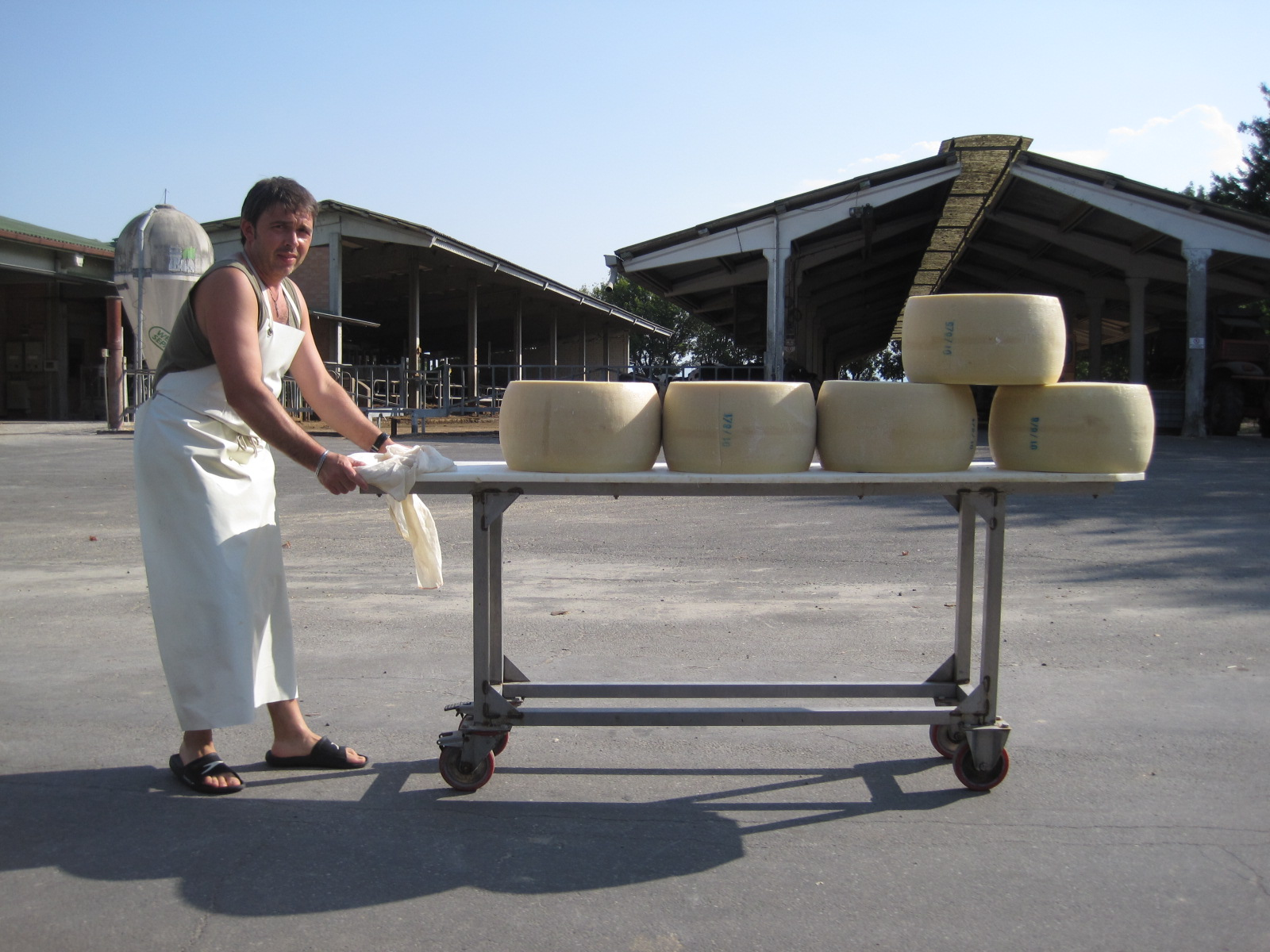

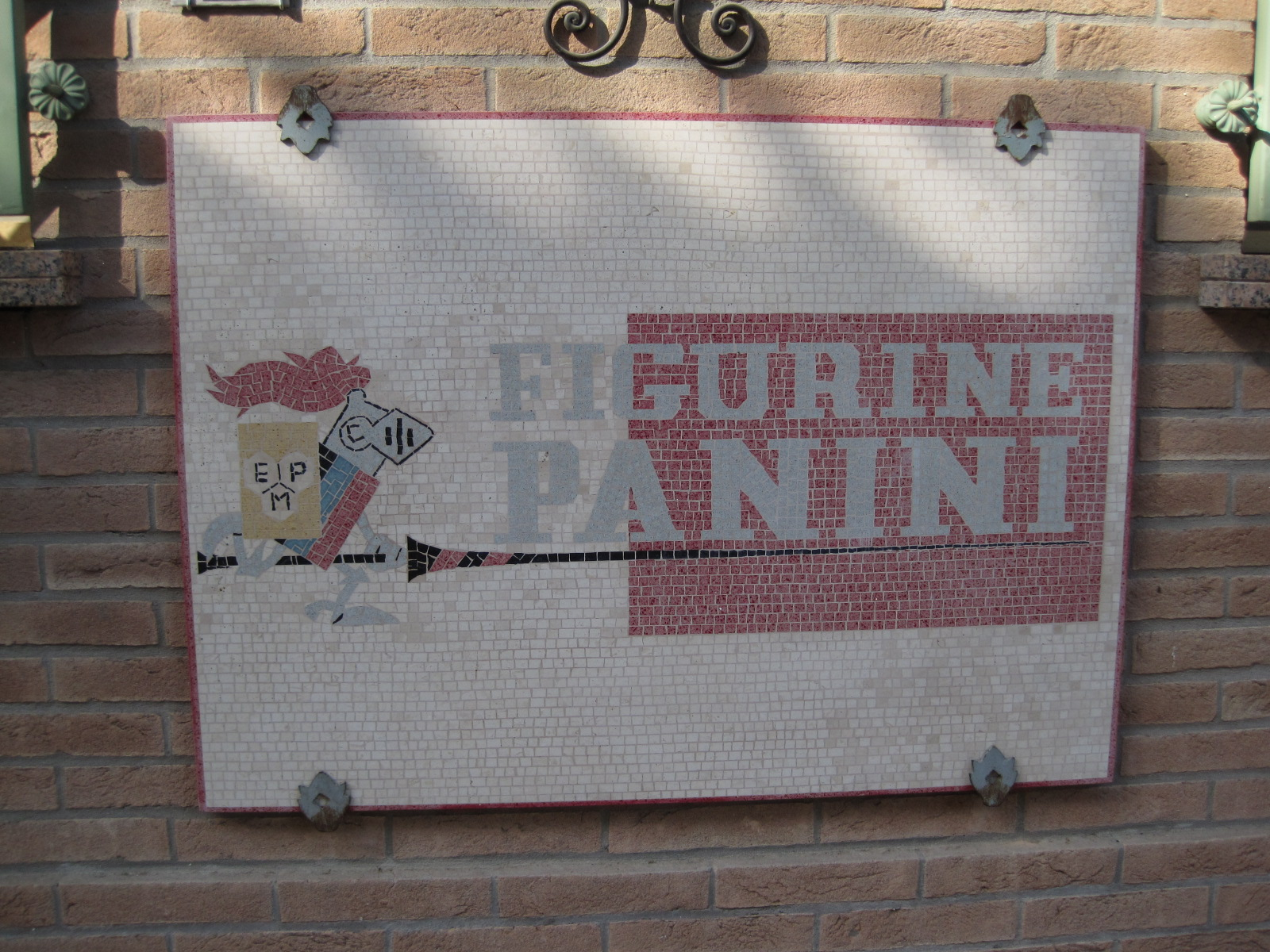
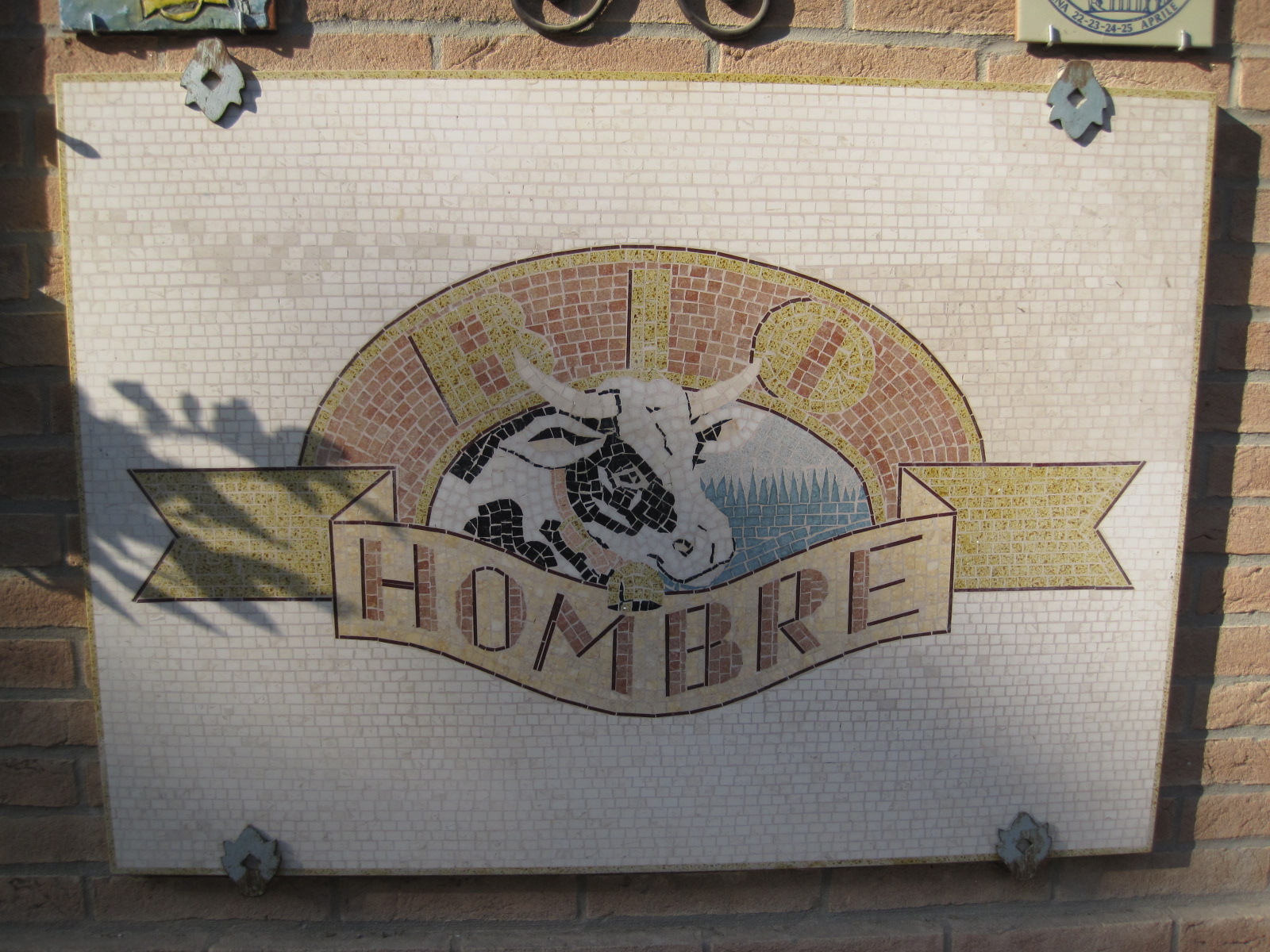
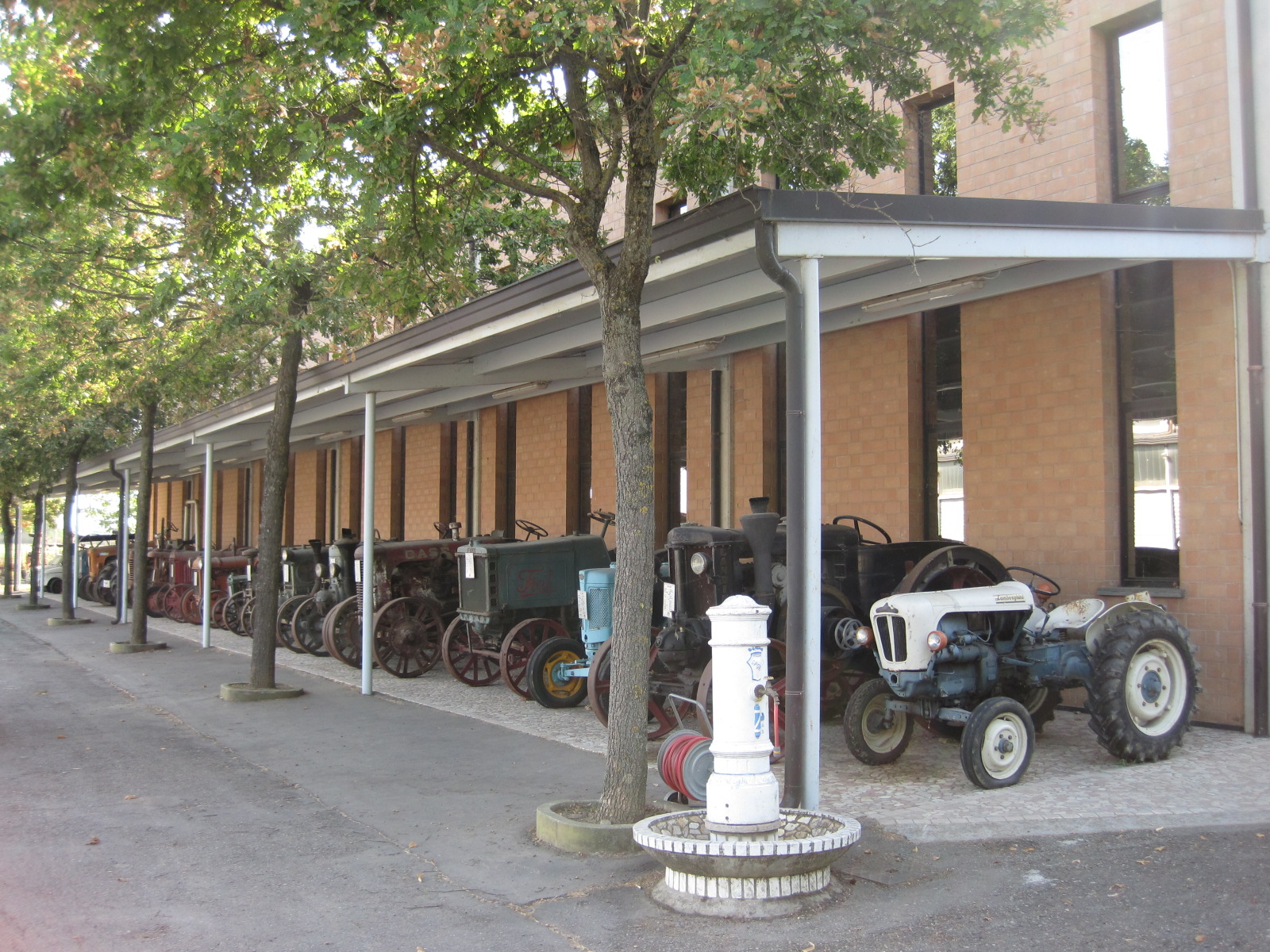

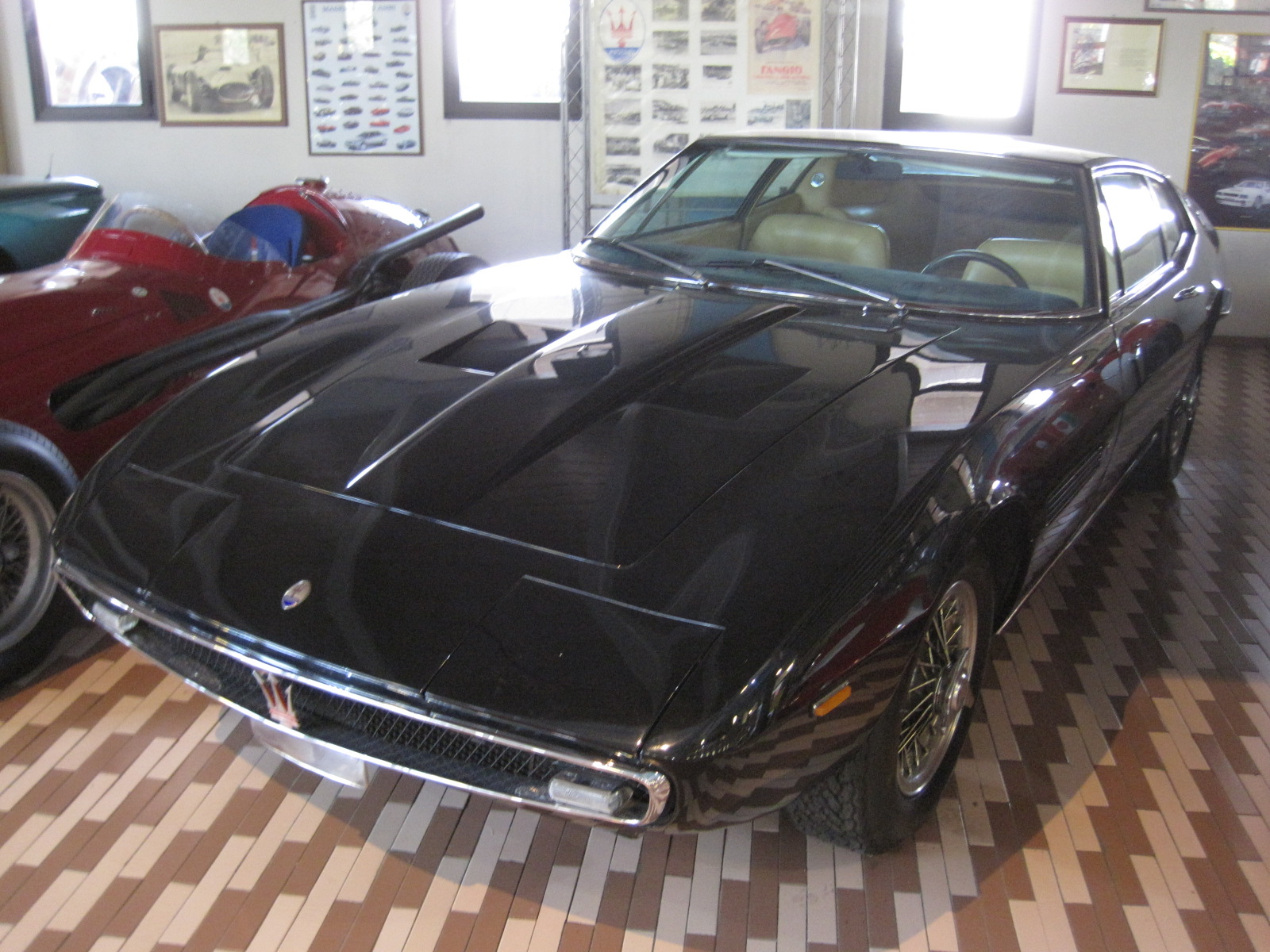
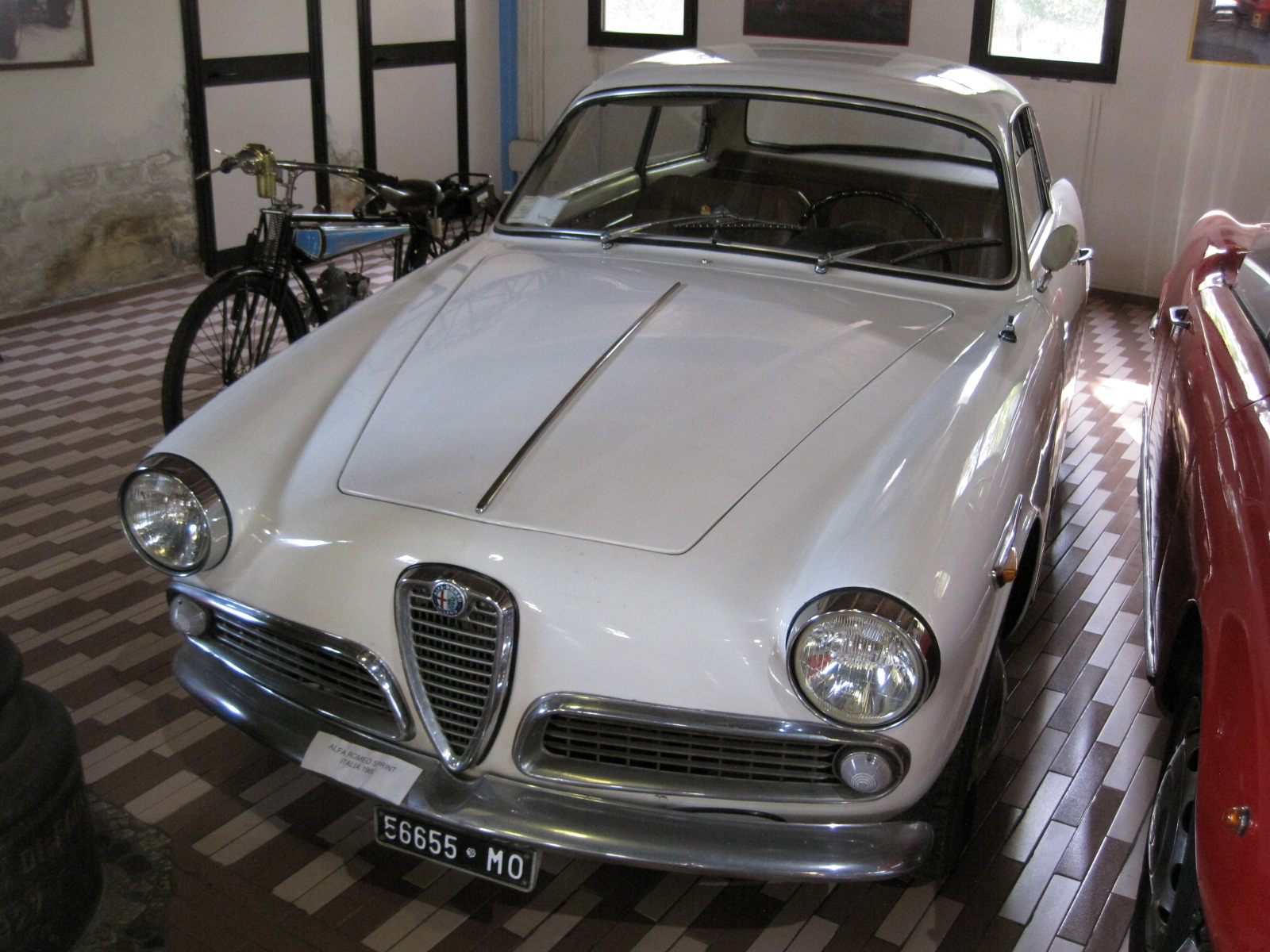
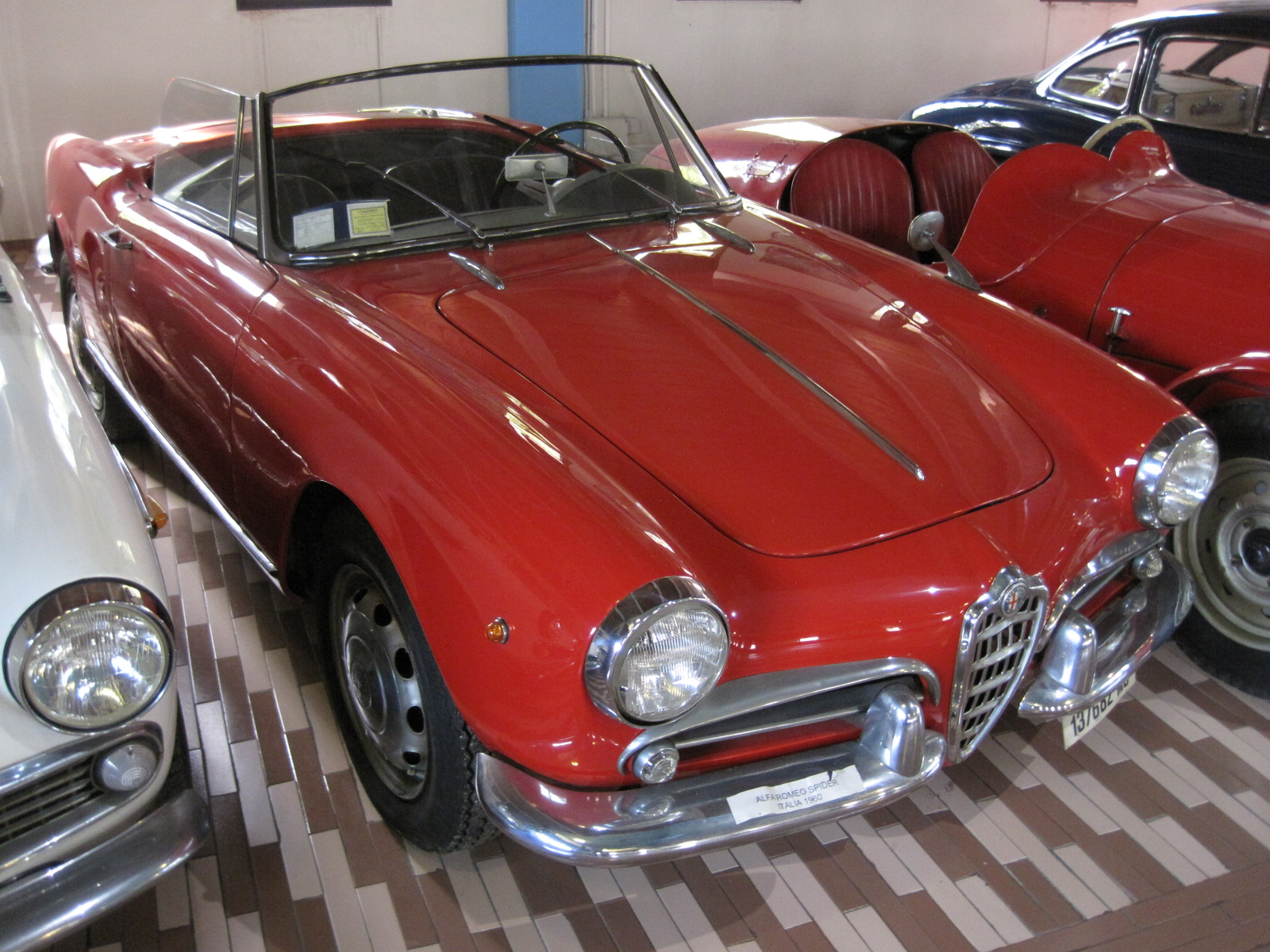
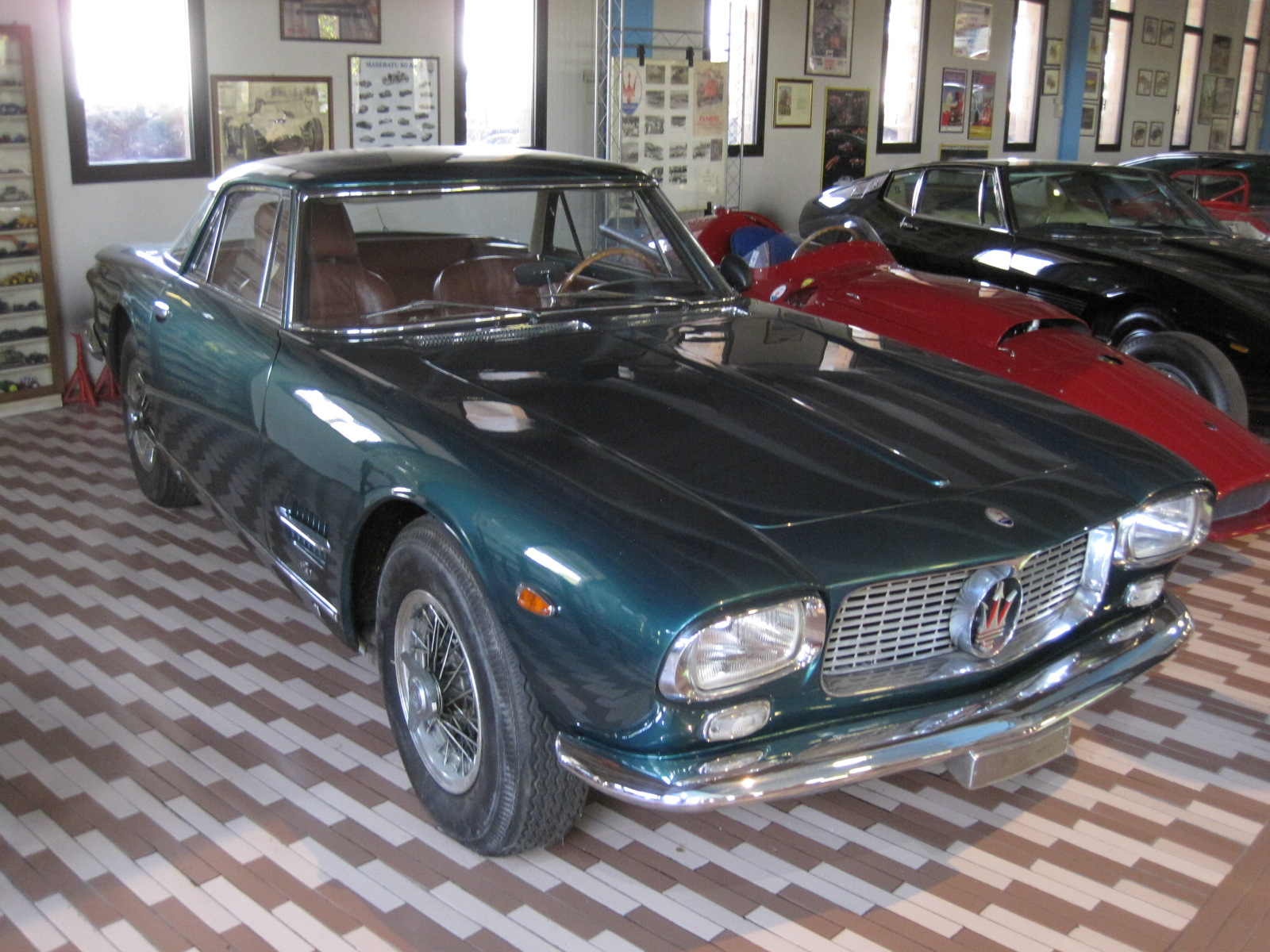

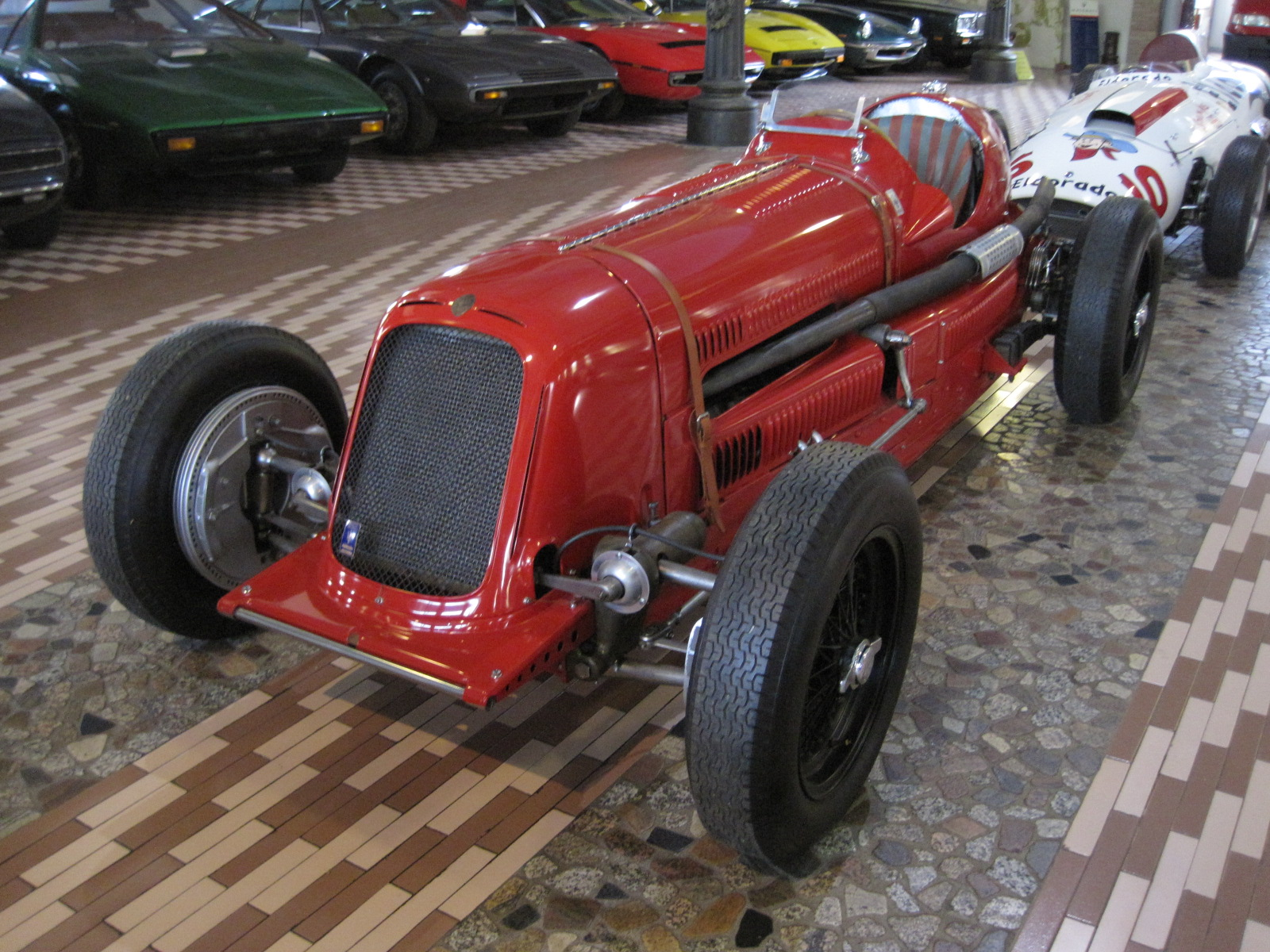
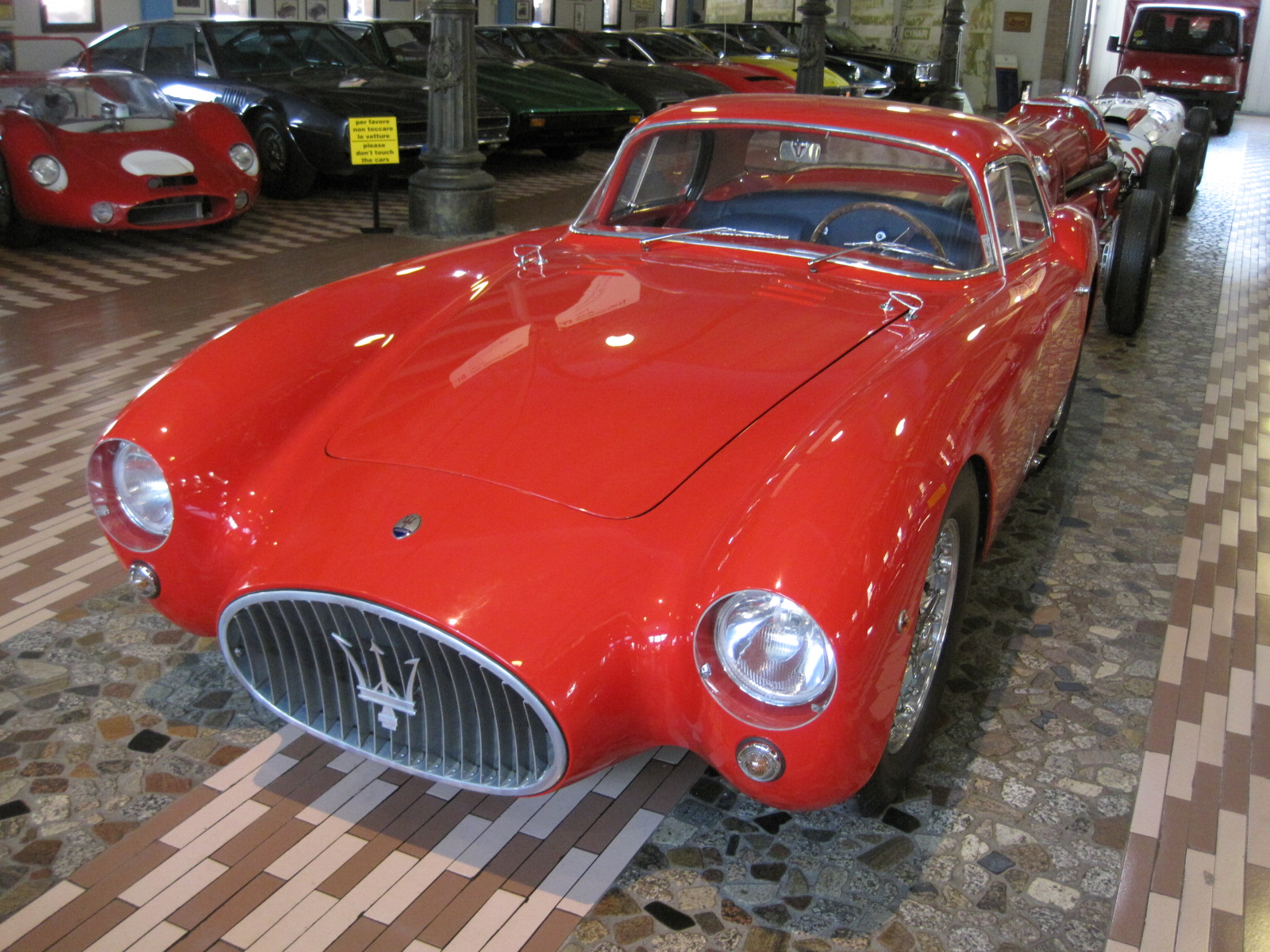
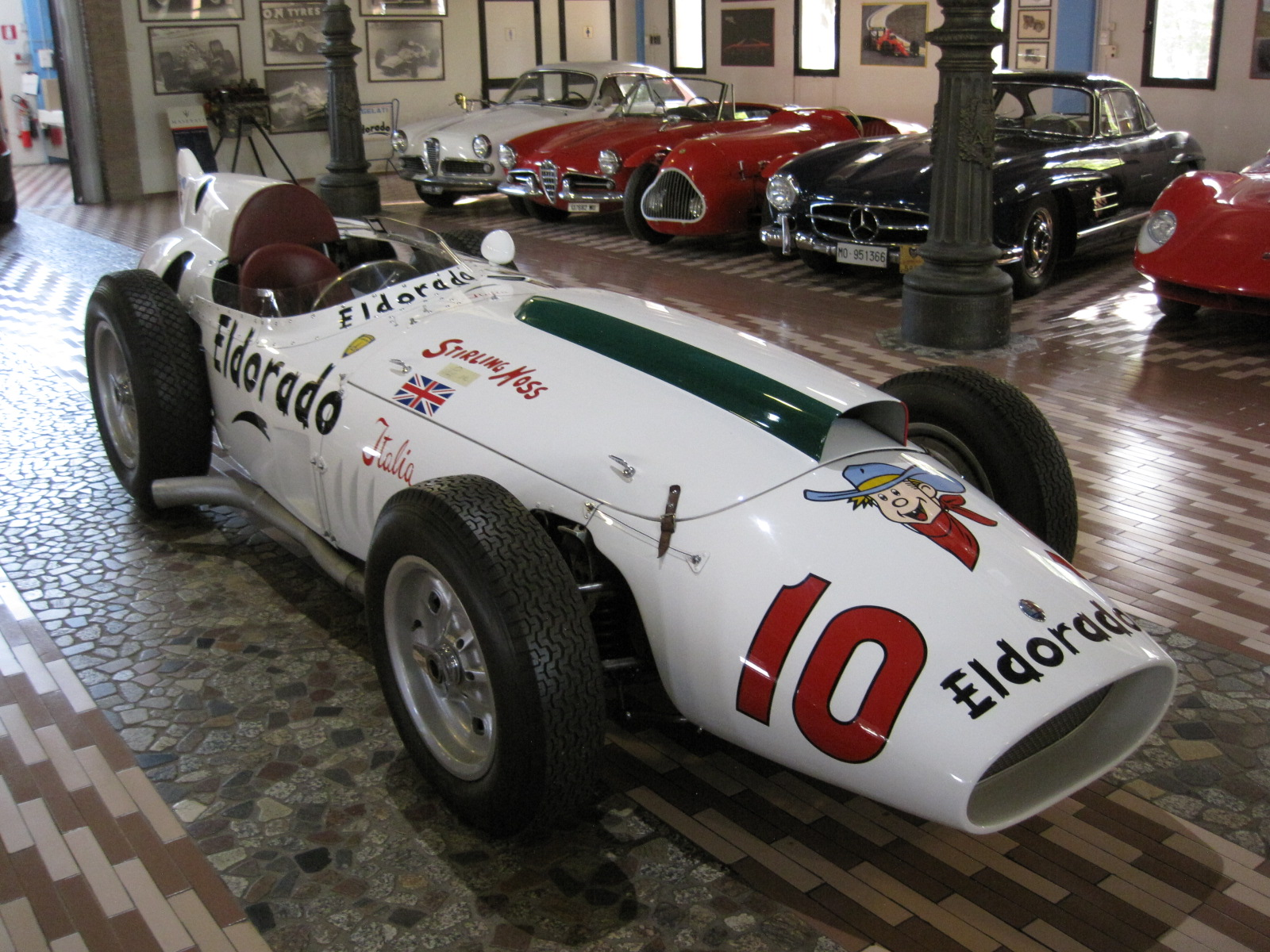

## 外部連結
- （意大利文） （英文） Musée Panini Maserati www.paninimotormuseum.it （页面存档备份，存于）
- （意大利文） （英文） Musée Panini Maserati sur www.maseraticlub.co.uk （页面存档备份，存于）